# Haanja
Haanja è un comune rurale dell'Estonia meridionale, nella contea di Võrumaa. Il centro amministrativo è l'omonima località (in estone küla).

## Parco Naturale di Haanja
Vi sono boschi fitti, delicati rilievi e decine di laghi e fiumi che caratterizzano questo Parco Naturale di Haanja.
Si trova a sud di Võru. È un'area protetta, con superficie di 200 km², che comprende villaggi rurali ed alcuni ottimi agriturismi.
La direzione di questo parco si trova presso Haanja e fornisce informazioni molto dettagliate su tutta l'area visitabile..

## Località
Oltre al capoluogo, il comune comprende altre 91 località:
Ala-Palo - Ala-Suhka - Ala-Tilga - Andsumäe - Haanja - Haavistu - Hämkoti - Hanija - Holdi - Horoski - Hulaku - Hurda - Ihatsi - Jaanimäe - Käänu - Kääraku - Kaaratautsa - Kaldemäe - Kallaste - Kaloga - Kergatsi - Kilomani - Kirbu - Kõomäe - Kotka - Kriguli - Kuiandi - Kuklase - Külma - Kuura - Leoski - Lillimõisa - Loogamäe - Lüütsepä - Luutsniku - Mäe-Palo - Mäe-Suhka - Mäe-Tilga - Mahtja - Mallika - Märdimiku - Meelaku - Miilimäe - Mikita - Murati - Mustahamba - Naapka - Palanumäe - Palli - Palujüri - Pausakunnu - Peedo - Piipsemäe - Pillardi - Plaani - Plaksi - Posti - Preeksa - Pressi - Pundi - Purka - Puspuri - Raagi - Resto - Rusa - Ruusmäe - Saagri - Saika - Saluora - Sarise - Simula - Soodi - Söödi - Sormuli - Tõnkova - Trolla - Tsiamäe - Tsiiruli - Tsilgutaja - Tsolli - Tummelka - Tuuka - Uue-Saaluse - Vaalimäe - Vaarkali - Vakari - Vänni - Vastsekivi - Vihkla - Villa - Vorstimäe - Vungi